# Charles Destouvelles
Charles Jean Robert Destouvelles (Parijs, 3 maart 1775 - Brussel, 3 januari 1842) was een Frans-Nederlands-Belgisch advocaat, politicus en magistraat. Hij was onder andere lid van het Belgisch Nationaal Congres.

## Levensloop
Destouvelles werd in Parijs geboren als zoon van een notaris. Over zijn jeugd en vroege bezigheden is niets bekend. Op twintigjarige leeftijd belandde hij in het voetspoor van het Franse leger in de net door Frankrijk geannexeerde Zuidelijke Nederlanden. In 1795 trad hij in Brussel in het huwelijk met Catherine Henriette Lormans. Een jaar later kwam hij in Maastricht aan, waar hij enkele ondergeschikte functies in de militaire administratie vervulde.
Zonder rechten gestudeerd te hebben, trad hij op als défenseur official voor de rechtbank. Hij nam de verdediging op zich van een Maastrichtse burger die een onbeëdigd priester onder zijn bescherming had genomen. Destouvelle bekwam vrijspraak voor zijn cliënt en dit kwam zijn reputatie zeer ten goede. Hij werd goed bevriend met de algemene ontvanger van het departement Nedermaas, Dominique Nivar, die de schoonbroer was van de raadpensionaris Schimmelpenninck, en ook dit bevorderde zijn carrière.

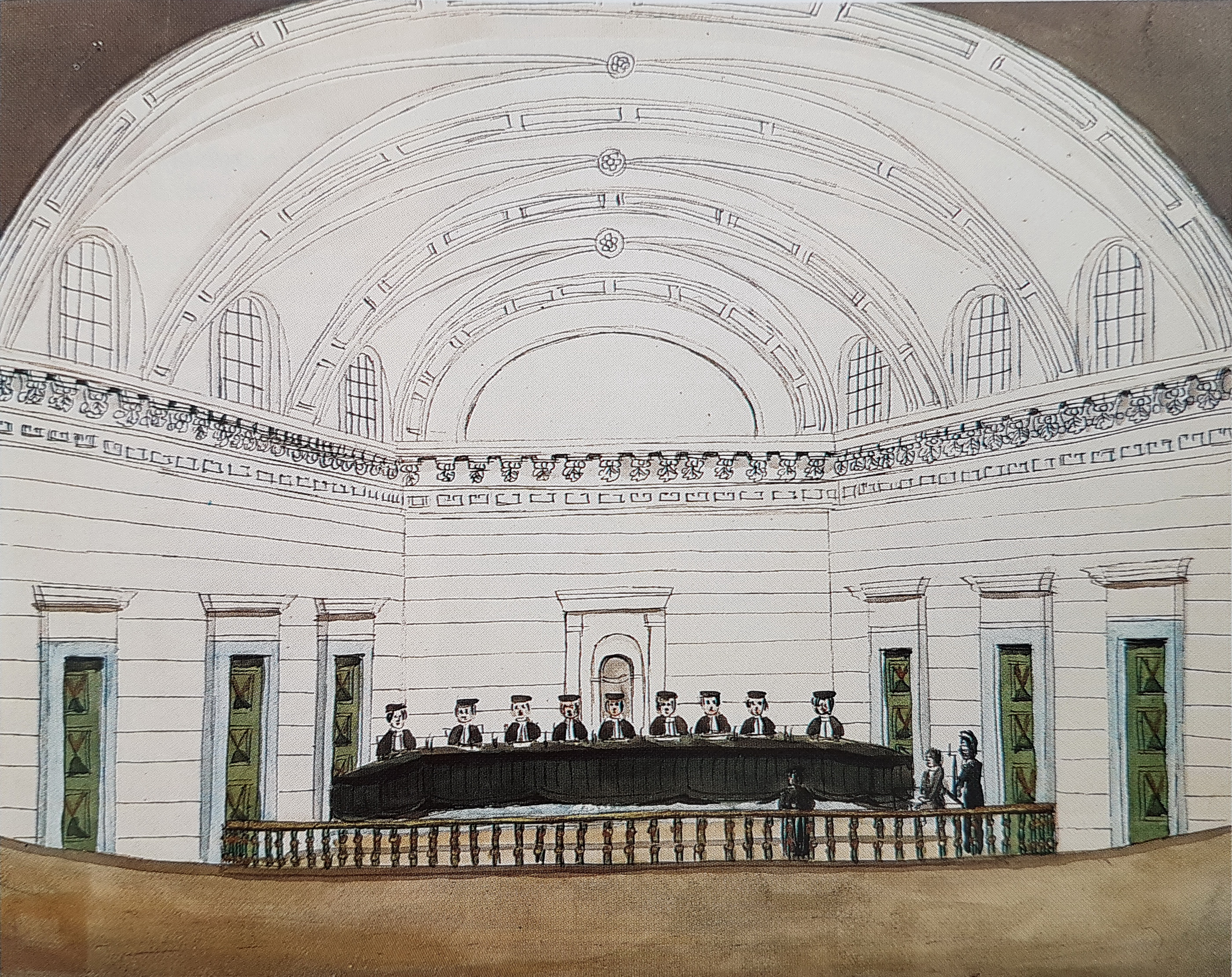
De rechtbank in Maastricht in de 19e eeuw

Toen de wet van 13 maart 1804 de advocaten weer in eer herstelde en het beroep voortaan voorbehield aan licentiaten in de rechten, mocht hij gebruikmaken van een uitzonderlijke overgangsbepaling die aan de 'défenseurs officieux' toeliet het diploma te verwerven. Voortaan stond Destouvelles op het tableau van de balie van Maastricht ingeschreven. Onder het Eerste Franse Keizerrijk pleitte hij in verschillende strafzaken. Hij bewoog zich ook op het domein van het burgerlijk recht en getroostte zich veel bijkomende studies.
Na 1814 koos Destouvelles ervoor in het Verenigd Koninkrijk der Nederlanden te blijven en werd hij genaturaliseerd tot Nederlander. Hij werd lid van de gemeenteraad van Maastricht en van de Provinciale Staten van Limburg (1821-1833). Hij was bevriend met de Maastrichtse burgemeester Jean-François Hennequin en trok voor hem partij toen hij in oppositie kwam met de regering over kosten voor de burgerwacht (zie Schutterijkwestie). Hennequin werd gearresteerd in juli 1821 en berecht door het hof van assisen in Luik. Destouvelles was een van de verdedigers (met Etienne de Sauvage en Erasme-Louis Surlet de Chokier) en de burgemeester werd vrijgesproken. Destouvelles werd daarna in de gaten gehouden door de regeringsgezinden, terwijl hij het in de rechtbank moeilijker kreeg omdat hij in het Nederlands moest pleiten. Tegen het einde van de jaren twintig werd hij opnieuw toegelaten als gemeenteraadslid en lid van de provinciale staten. Dit kon hem niet meer aan het Verenigd Koninkrijk binden en tegen het jaar 1830 behoorde hij tot een groep Limburgse dissidenten.
Tot vertegenwoordiger verkozen in het Nationaal Congres van België voor het arrondissement Maastricht, stemde hij voor de onafhankelijkheid van België, maar stemde niet in met het idee om de Nassaus voor eeuwig uit te sluiten van de Belgische troon. Het was voor een dergelijke beslissing niet het goede ogenblik vond hij. Hij stemde in het voordeel van een constitutionele erfelijke monarchie. Hij was geen voorstander van totale vrijheid, onder meer niet op het gebied van onderwijs. Op 10 februari 1831 werd hij tweede ondervoorzitter van de Constituante en toen zijn vriend Surlet de Chokier tot regent werd verkozen, werd hij eerste ondervoorzitter. Bij de koningskeuze was hij een sterke voorstander van de hertog van Nemours en toen dit mislukte bracht hij zijn stem uit op Leopold van Saksen-Coburg. Hij behoorde tot de delegatie die in Londen de Belgische troon ging aanbieden. De voorwaarde die de verkozen koning stelde was dat de Constituante het Verdrag der XVIII artikelen moest aanvaarden. Dit gebeurde ook, maar Destouvelles, als vertegenwoordiger van Maastricht, kon hiermee onmogelijk instemmen en stemde tegen. 
Bij de eerste parlementsverkiezingen werd Destouvelles, niet zonder enige moeite, verkozen. Hij werd in de Kamer eerste ondervoorzitter. Hij verzette zich sterk tegen het Verdrag der XXIV artikelen, dat nog zwaardere voorwaarden aan het jonge land oplegde. 
Bij de hervorming van het gerecht in oktober 1832 ruilde Destouvelles de Kamer in voor het Hof van Cassatie, waar hij de tien laatste jaren van zijn leven werkte.

## Nalatenschap
In de Brusselse deelgemeente Schaarbeek is een straat naar hem vernoemd: de Destouvellesstraat.